# Saint-Élie
Saint-Élie ist eine französische Gemeinde mit 157 Einwohnern (Stand 1. Januar 2022) im Übersee-Département Französisch-Guayana im Norden Südamerikas. Von 1930 bis 1946 war sie die Hauptstadt der französischen Kolonie Inini.

## Geografie
Saint-Élie liegt im zentralen Norden von Französisch-Guayana. Das Gemeindegebiet umfasst einen Teil des dicht bewaldeten Berglands von Guayana. Im Gemeindegebiet entspringt der Fluss Sinnamary. Im Grenzgebiet zur gleichnamigen Gemeinde Sinnamary, im Norden von Saint-Élie, befindet sich der Petit-Saut-Staudamm. Der daraus entstandene künstliche See hat eine Fläche von ca. 350 km² und ist somit der größte künstliche See Frankreichs. Nebst Sinnamary grenzt Saint-Élie im Norden an Iracoubo, im Westen an Mana und Saül, im Süden an Régina und im Osten an Roura und Kourou. Den höchsten Punkt bildet die Montagne de la Trinité (636 m).

## Verkehr
Saint-Élie ist nicht an das Straßennetz von Französisch-Guayana angeschlossen. Auch kein schiffbarer Fluss befindet sich in der Nähe. Somit ist die Gemeinde für Menschen nur mit dem Helikopter erreichbar.